# Abaddon's Gate - La fuga
Adaddon's gate - La fuga (Adaddon's gate) è un romanzo di fantascienza scritto da James S. A. Corey, pseudonimo del collettivo formato dagli scrittori Daniel Abraham e Ty Franck. È il terzo libro della serie The Expanse, preceduto da Caliban - La guerra. Il quarto libro, Cibola burn - La cura, è stato pubblicato il 17 giugno 2014 in lingua originale e tradotto in italiano nel 2016.

## Trama
Sono passati sei mesi da quando il Protomolecola ha creato una struttura su Venere e si è lanciata fuori dal pianeta. La macchina aliena si ferma a due UA oltre l'orbita di Urano e procede a trasformarsi in una struttura circolare chiamata "L'Anello". L'ONU, Marte e l'OPA inviano navi per monitorarlo. Quando un giovane abitante della fascia tenta di fiondare la sua nave attraverso l'Anello per una scommessa e non riemerge dall'altra parte, si realizza che la struttura è un wormhole. L'ONU, Marte e l'OPA si precipitano a inviare flotte militari all'Anello in un dimostrazione di potere. L'OPA invia la nave generazionale Nauvoo, ora riproposta come nave militare Behemoth, sotto il comando del Capitano Klaes Ashford, con l'ufficiale di sicurezza Carlos "Bull" de Baca. Invece l'ONU invia un gruppo di leader religiosi, artisti e poeti nella loro flotta per scopi di pubbliche relazioni. Inclusi in questo gruppo ci sono il ministro metodista Anna Volovodov e il pastore celebrità Padre Cortez.
Su Cerere, Holden, Alex, Amos e Naomi stanno facendo una vacanza, avendo guadagnato bene usando la Rocinante come corriere freelance e come nave da scorta. L'ONU Broadcasting contatta Holden, volendo fare un documentario su Holden e l'Anello. Holden inizialmente rifiuta, nonostante una visione di Miller, che è apparsa a Holden occasionalmente da quando la Protomolecola si è schiantato su Venere, lo ha esortato ripetutamente ad andare all'Anello. Nel mentre, i marziani presentano una causa legale per riprendere possesso della Rocinante. L'unica scappatoia per Holden è fare un accordo con l'ONU Broadcasting per girare il documentario per riuscire a lasciare Cerere.
Nel frattempo Clarissa Mao, la sorella di Julie Mao, trama vendetta contro Holden, che lei crede abbia causato la caduta di suo padre Jules-Pierre Mao, il responsabile delle ricerche sulla Protomolecola e diretto responsabile dei disastri sulla stazione di Eros e su Ganimede. Clarissa riesce ad ottenere un lavoro sotto falsa identità (Melba Koh) come ingegnere sulla Cerisier, una nave esplorativa dell'ONU diretta verso l'Anello. Quando la Cerisier si avvicina alla Rocinante, Clarissa invia un segnale alla nave, che attiva il software segretamente piazzato lì da un membro corrotto dell'equipe del documentario. Il software prende il controllo della Rocinante, disattiva il sistema di comunicazione e controlla le armi, mentre contemporaneamente una bomba esplode su una delle altre navi dirette verso l'Anello. Un messaggio video falso di Holden che rivendica la responsabilità dell'attacco viene trasmesso.
Le flotte militari congiunte, in risposta a quello che percepiscono come un attacco non provocato, iniziano a sparare sulla Rocinante. Holden, non avendo altre opzioni, vola dentro l'anello per sfuggire agli attacchi. Tutte e tre le grandi potenze inviano navi nell'Anello dopo la Rocinante, tra cui la nave ammiraglia dell'OPA Behemoth, con Bull a bordo, e la nave che trasporta i leader religiosi, inclusi Anna e Padre Cortez.
L'Anello conduce a un hub all'interno di in una massiccia ma dormiente rete di wormhole, con decine di anelli dormienti che orbitano attorno a un oggetto sferico chiamato Stazione dell'Anello. Qualsiasi oggetto all'interno di questo spazio viaggiando più veloce di 600 m/s è catturato da un campo di inerzia e tirato in un'orbita che circonda attorno alla Stazione dell'Anello. A causa di questo limite di velocità, l'equipaggio della Rocinante denomina l'area "Zona Lenta". Una volta all'interno della zona, l'equipaggio della Rocinante ripara il sistema di comunicazione per contattare le altre navi e convincerle dell'innocenza di Holden. Amos scopre il software installato. Estorce una confessione dal membro dell’equipe del documentario che l’ha installato, il quale non conosce il nome di Clarissa, ma ne disegna il volto. Holden, pensando sia Julie Mao, assume che sia un altro dei trucchi del Protomolecola per manipolarlo. Holden decide di andare alla Stazione dell'Anello, immaginando che sia ciò che la Protomolecola vuole che faccia.
Le flotte dell'ONU, marziana e dell'OPA entrano nella Zona Lenta. I marziani lanciano una scialuppa all'inseguimento di Holden, ma lui arriva alla Stazione prima di loro. La visione di Miller appare e guida Holden sempre più in profondità nella Stazione. Spiega che la Protomolecola proietta la visione direttamente nel cervello di Holden, usandola per comunicare con lui. Holden viene cosi' a sapere che sia la Protomolecola che la Stazione erano strumenti separati costruiti da una razza aliena miliardi di anni prima, ed entrambe mantengono un certo grado di autonomia decisionale. La Protomolecola, mancando di controllo sulla Stazione, aveva bisogno che Holden fosse fisicamente presente per aprire la rete di wormhole e iniziare a cercare i suoi creatori. I marziani raggiungono Holden e lo attaccano, ma le costruzioni nella Stazione li attaccano a loro volta. Dopo aver lanciato una granata, uno dei marines marziani viene fatto a pezzi mentre gli altri si ritirano. La visione di Miller spiega che il limite di velocità nella Zona Lenta è semplicemente una forma di deterrente alla minaccia di armi e che, a causa delle azioni dei marziani, la Stazione ora considera una minaccia gli oggetti che si muovono alla velocità di una granata e abbasserà di conseguenza la velocità massima. Holden e Miller avanzano nella Stazione fino a quando non incontrano una grande struttura aliena. Miller esorta Holden a toccarla. Al contatto, Holden ha visioni della civiltà che ha costruito la Protomolecola. Avevano un impero che si estendeva per la galassia, ma furono attaccati da un'entità sconosciuta. Cercando di fermare la diffusione dell'attacco, i creatori della Protomolecola usarono la Stazione per distruggere migliaia di sistemi stellari, facendoli diventare supernova. Miller spiega che può riaprire la rete dei wormhole nella Zona Lenta, ma prima che possa spiegare come, i marines marziani riappaiono e arrestano Holden. 
Nella sua cella su una nave marziana, la visione di Miller consiglia a Holden di far spegnere i reattori di tutte le navi. Questo dimostrerà alla Stazione che non sono una minaccia e la convincerà a liberarli dalla Zona Lenta.
Nel frattempo, a causa del cambiamento improvviso del limite di velocità, tutte le navi nella Zona Lenta sono catturate dal campo inerziale e rallentate bruscamente e drasticamente, causando alle persone all'interno di sperimentare una decelerazione per molti letale. Le vittime sono estremamente numerose e la maggior parte dei sopravvissuti è gravemente ferita. Poiché nessuna nave può ora muoversi più velocemente di una granata, tornare all'Anello richiederebbe anni, lasciando i sopravvissuti essenzialmente intrappolati nella Zona Lenta. 
Sulla Behemoth, Bull si scontra con il capitano Ashford riguardo all'uso della nave come rifugio per tutte le navi: la Behemoth è abbastanza grande da poter radunare tutti i sopravvissuti. Bull e il vice comandante Michio Pa mettono in atto un ammutinamento contro Ashford, imprigionandolo e prendendo il controllo della nave. Organizzano il trasporto dei sopravvissuti alla Behemoth, dove possono essere trattati in modo più efficace.
Nella flotta delle Nazioni Unite, Clarissa, ancora in cerca di vendetta contro Holden, tenta di salire a bordo della Rocinante e uccidere l'equipaggio. Anna, che aveva avvistato Clarissa in precedenza e che dopo un po' di tempo ha capito chi fosse veramente, segue Clarissa fino alla Rocinante. A bordo della Rocinante, Naomi scopre Clarissa e le due combattono mentre Clarissa tenta di distruggere la nave. Clarissa quasi uccide Naomi, ma Anna arriva giusto in tempo per fermarla. L'equipaggio della Rocinante viene trasferito sulla Behemoth per ricevere cure. Clarissa viene imprigionata e, schiacciata dal suo fallimento nel danneggiare Holden e provando un'intensa colpa per le morti che ha causato, confessa tutto. Sapendo che Holden è innocente, i marziani lo rilasciano dalla custodia e lui ritorna sulla Behemoth.
Ashford, imprigionato, cospira con padre Cortez per usare il potente laser di comunicazione della Behemoth per distruggere l'Anello, pensando che salveranno l'umanità dai "mali" portati dalla tecnologia aliena. Organizzano una rivolta e riprendono il controllo della nave. Quando Holden viene a conoscenza del piano, si rende conto che se la Stazione considera gli umani una seria minaccia, potrebbe causare una supernova nel Sole come aveva fatto con le altre stelle che aveva visto nella sua visione. Supponendo che tentare di distruggere il cancello potrebbe mettere a rischio il destino dell'intero sistema solare, raduna un equipaggio di alleati, tra cui Anna e Bull. Ne segue una battaglia brutale mentre entrambi i lati tentano di impedire il piano dell'altro, che il lato di Ashford è sul punto di vincere. In un ultimo tentativo disperato, Anna convince Clarissa a spegnere il sistema di controllo della Behemoth. Ashford viene sopraffatto e il suo piano di distruggere l'Anello viene sventato.
Dopo che tutte le navi intrappolate spengono i loro reattori come istruito, la visione di Miller appare a Holden e lo informa che la Protomolecola ha convinto la Stazione che le navi non sono una minaccia. Di conseguenza, il limite di velocità della Zona Lenta viene sollevato, permettendo alle navi intrappolate di fuggire. Inoltre, la Stazione riapre più di mille dei wormhole dormienti che circondano la Zona Lenta, ciascuno conducendo a un diverso sistema planetario. Miller dice che la Protomolecola non smetterà mai di cercare i suoi creatori, anche se sono scomparsi da tempo. La Protomolecola continuerà a usare Holden come proprio strumento per questa ricerca.
Anna convince Holden a portare Clarissa sulla Luna per essere processata. In cambio, userà la sua influenza per impedire a Marte di prendere la Rocinante. L'OPA lascia la Behemoth (ribattezzata Medina Station) nella Zona Lenta come stazione di passaggio per le navi che viaggiano verso i wormhole. L'umanità inizia a esplorare i cancelli che li porteranno alle stelle.

## Personaggi principali
- James Holden, capitano della Rocinante, ex ufficiale della Marina delle Nazioni Unite (UNN); Terrestre. I suoi compagni sulla Rocinante sono il pilota Alex Kamal, l'ingegnere Naomi Nagata e il meccanico Amos Burton.

- La coscienza di Joe Miller continua in forma disincarnata, ora parte della vasta matrice della Protomolecola e utilizzata per le sue capacità investigative. Parlando e cercando di collaborare con James Holden, ha una conoscenza limitata delle azioni intraprese dall'Anello, ma sa che c'è una vasta gamma di opportunità e pericoli associati ad esso e a coloro che l'hanno costruito, perché qualcuno li ha distrutti.

- Clarissa Mao, sorella minore di Juliette "Julie" Andromeda Mao e figlia di Jules-Pierre Mao, che era presidente della corporazione multi-planetaria "Mao-Kwikowski Mercantile" anche conosciuta come "Mao-Kwik".

- Jules-Pierre faceva parte di varie organizzazioni cospiratorie, tutte desiderose di utilizzare il protomolecola per profitto.

- Carlos "Bull" de Baca è un ex combattente e amico di Fred Johnson. Gli viene affidato il ruolo di terzo in comando della Behemoth, precedentemente conosciuta come Nave Generazionale Nauvoo, che l'OPA ha recuperato e riadattato come nave da guerra.

- Klaes Ashford, capitano della Behemoth.

- Michio Pa, vicecomandante della Behemoth, "promossa" a capitano dopo l'ammutinamento.

- Annushka "Anna" Volovodov è una pastora metodista di Europa che si è unita alla spedizione come parte di una delegazione di figure religiose e artisti selezionati dall'ONU per assistere all'inizio di una nuova epoca della storia umana. La sua nave si unisce alle altre seguendo la Rocinante nel cancello, e lei cerca di tirare insieme fragili fili di interesse comune contro le burrasche della politica, dell'interesse personale e della follia che guidano gli altri nella spedizione.

- Monica Stuart lavora per la UN Public Broadcasting. Lei e il suo cameraman Cohen e altri due assistenti salgono a bordo della Rocinante per realizzare un documentario su Holden e l'Anello.

## Edizioni
- James S. A. Corey, Abaddon's Gate - La fuga, 1ª ed., Fanucci, 2016, ISBN 978-0316573528.
- James S. A. Corey, Abaddon's Gate - La fuga, ebook, Fanucci, 2016.